# Варфала
Варфала или Орфела (арап. ورفلة) је најмногобројније арапско племе у Либији. Процјењује се да има преко милион припадника од преко 6 милиона либијских становника.
Састоји се од 52 потплемена. Насељени су у рејонима Бани Валид, Замазам, Беј, Сирт, Сабха, Дерна, Бенгази и однедавно око Мисурате. Средиште племена је у граду Бани Валид, недалеко од престонице Триполија.
Али Мухамед ел Ахвел, племенски шеик, налазио се и на челу Опште конференције либијских племена.